# Silvio Ernesto Avilés
Silvio Ernesto Avilés Ramos (Jinotepe, Carazo, 11 de agosto de 1980) es un futbolista nicaragüense, ha jugado muchos partidos con la selección nicaragüense, jugó con Nicaragua en las eliminatorias rumbo a la Copa Mundial Sudáfrica 2010, participando en los dos partidos que tuvo Nicaragua, frente a Antillas Neerlandesas, actualmente juega con el Managua F.C. de su país, antes, pasó por el Diriangén.
Fue uno de los artífices que lograron la mayor hazaña de la historia del fútbol nicaragüense, al clasificar por primera vez a una Copa de Oro de la Concacaf.